# 수산나 니키아렐리
수산나 니키아렐리(Susanna Nicchiarelli, 1975년 5월 6일 ~ )는 이탈리아의 영화 감독, 배우, 영화 각본가이다.

## 작품 목록

### 연출
- 우주비행사 (2009)
- 디스커버리 엣 던 (2012)
- 니코, 1988 (2017)
- 미스 마르크스 (2020)
- 키아라 (2022)